# 柳條 (科羅拉多州)
柳條（英語：Osier）是位於美國科羅拉多州科內霍斯縣的一個非建制地區。該地的面積和人口皆未知。

## 地理
柳條的座標為37°00′48″N 106°20′11″W / 37.01333°N 106.33639°W，而該地的平均海拔高度為2937米（即9637英尺）。